# Toshiba T1100
Il Toshiba T1100 è un laptop prodotto dalla Toshiba nel 1985, considerato come uno dei primi computer portatile al mondo per la vendita di massa.

## Descrizione

Toshiba T1100+

Per quanto riguarda le specifiche tecniche, utilizzava un floppy disk (non aveva disco rigido), una CPU Intel 80C88 da 4,77 MHz (variante meno costosa dell'Intel 8088), 256 KB di RAM espandibili a 512 KB e un display LCD monocromatico in grado di visualizzare testo 80x25 e grafica CGA 640x200.
Il suo prezzo originale era di $ 1899 USD.
Il T1100 PLUS fu il modello successivo, introdotto sul mercato nel 1986. Alcune differenze significative rispetto al T1100 furono il bus dati a 16 bit CPU 80C86, funzionamento a 7,16 MHz o 4,77 MHz, 256 KB di RAM (16 bit) estendibili a 640 KB e due unità floppy interne da 720 KB da 3,5".